# Knut Holmann
Knut Holmann (ur. 31 lipca 1968 w Oslo) – norweski kajakarz. Wielokrotny medalista olimpijski.
Pływał w jedynce. Na trzech igrzyskach z rzędu zdobywał po dwa medale. W 1996 wywalczył pierwszy tytuł olimpijski, cztery lata później zdobył dublet, zwyciężając na obu dystansach. Cztery razy był mistrzem świata na dystansie 1000 metrów (1990, 1991, 1993, 1995), wielokrotnie stawał na podium MŚ i Europy.

## Starty olimpijskie (medale)
Barcelona 1992
- K-1 1000 m –  srebro
- K-1 500 m –  brąz

Atlanta 1996
- K-1 1000 m –  złoto
- K-1 500 m –  srebro

Sydney 2000
- K-1 500 m, K-1 1000 m –  złoto